# Medborgarinstitut

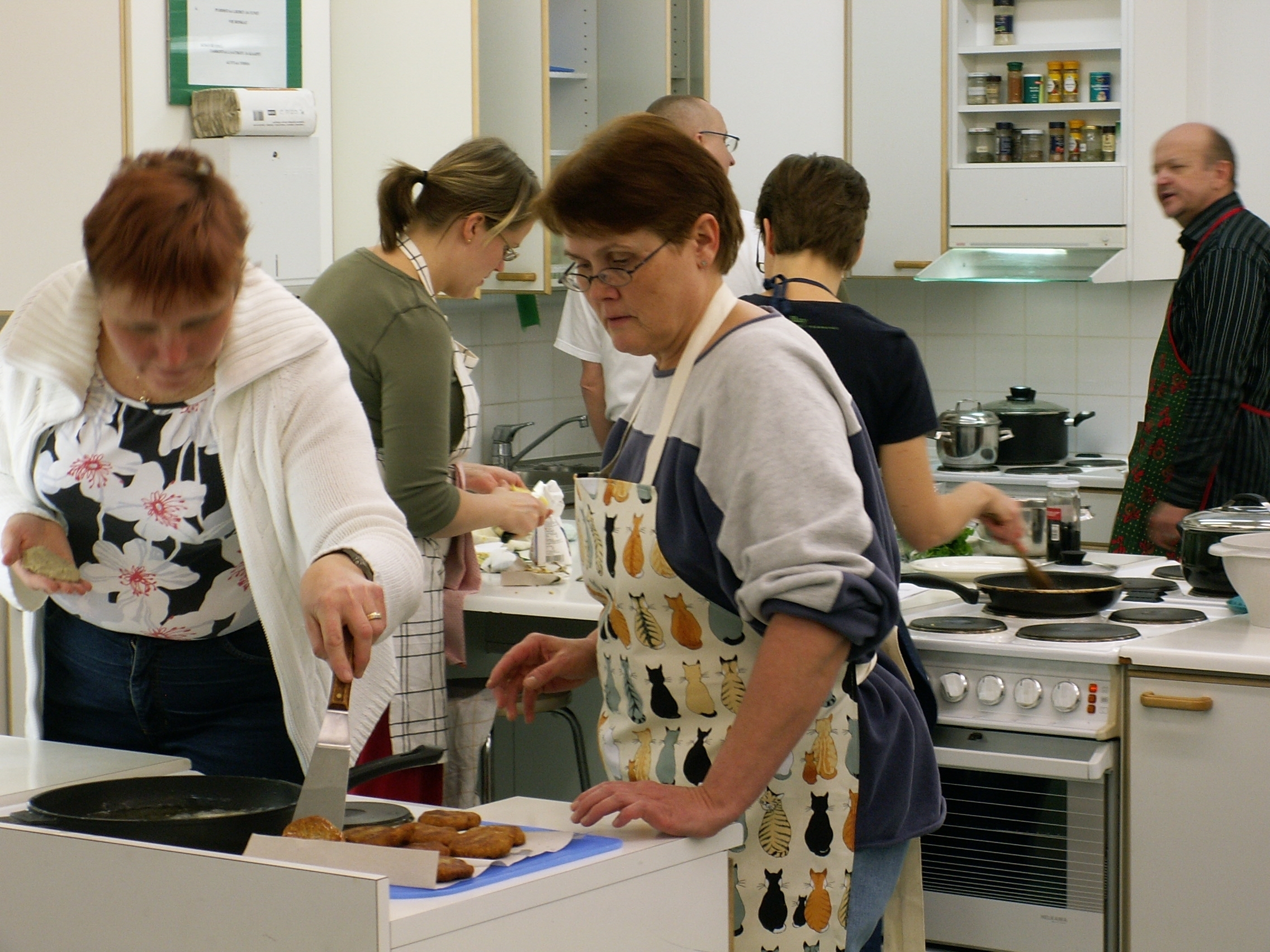
En matlagningscirkel på ett finländskt medborgarinstitut

Medborgarinstitut eller arbetarinstitut (finska: Kansalaisopisto eller työväenopisto) är en av utbildningsformerna inom fri bildning i Finland.Ändamålet är att erbjuda studier enligt eget val, främja individers mångsidiga utveckling, befrämja demokrati och sammanhållning i samhället. Kurserna är öppna för alla och har oftast varken inträdesprov eller examen. Dagens medborgarinstitut kan ses som arvtagare till de arbetareundervisningskurser som bedrevs i Helsingfors i slutet av 1880-talet. 1899 startade det allra första egentliga arbetarinstitutet sin verksamhet i Tammerfors. Förutom namnformen medborgarinstitut, som nämns i den nuvarande lagen om fritt bildningsarbete, förekommer andra namnformer såsom arbetarinstitut, arbis, medis, vuxeninstitut, institut, kulturinstitut.
Det stora flertalet medborgarinstitut drivs av kommunerna, på 1960-1970-talet grundades 150 nya kommunala institut i Finland och då kompletterades också namnet i lagtexten namnet arbetarinstitut med namnet medborgarinstitut. Medborgarinstituten uppbär statsandel, från och med 1962 utgör statsbidraget cirka 57 % av utgifterna. Resten av utgifterna finansieras via deltagarnas kursavgifter, kommunal finansiering och via tidsbunden projektfinansiering för olika ändamål. 
År 2019 fanns i Finland 178 medborgarinstitut, av vilka 26 var svensk- eller tvåspråkiga. 
De svensk- och tvåspråkiga läroanstalterna inom fri bildning såsom medborgarinstitut, folkhögskolor, sommaruniversitet, studiecentraler och bildningsförbund har sedan 2011 en gemensam svenskspråkig intresseorganisation, Bildningsalliansen rf.  Den nationella intresseorganisationen för denna utbildningsform heter Medborgarinstitutens förbund (MiF) r.f. - Kansalaisopistojen liitto (KoL) ry.

## Kursutbud
Medborgarinstituten erbjuder mångsidig utbildning i form av föreläsningar, kurser och studiebesök med mera. Det finns ingen allmän nationell läroplan utan varje institut bestämmer självständigt över sitt kursutbud för att bemöta lokala utbildningsbehov. Invånarna kan fritt lämna in önskemål om kurser de vill att ska ordnas. Ofta erbjuder instituten bland annat kurser i: konst, måleri, musik, handarbete, data och IT, språk, litteratur, hälsa, motion, mat och dryck. En del institut anordnar kompletterande grundskole- och gymnasieutbildning, såväl grundläggande yrkesutbildning som yrkesinriktad fortbildning samt undervisning inom öppna universitet. Populärast är kurser i hantverk, musik och språk enligt nationell  Statistik